# 国立高等社会保障学校
国立高等社会保障学校（仏：École nationale supérieure de la sécurité sociale, 略：EN3S）は、サン＝テティエンヌに本部を置くフランス社会保険制度の行政系グランゼコール。現職の役人向けの研修ゼミナーも行う。

## 歴史
1960年5月12日の法令により社会保険高等研究所（Centre d'études supérieures de sécurité sociale）として創設した。2004年EN3Sに改名した。他の養成グランゼコールのように入学試験を行い、公務員研修機関として内部・外部試験両方ある。また、国立行政学院のように外国人向けの入学機会もあるが、出身国の社会保険局員に限る。

## 教育内容
入学新人向けと研修と区別される。入学新人は18ヶ月の教育を受け、理論的な教育と社会保険局におけるインターンシップを共存させる。卒業生たちは公務員として社会保険局で働く権利の他、公立東パリ・マルヌ＝ラ＝ヴァレ大学と連携に社会保険科学系修士（Master 2 en Ingénierie de la Protection Sociale）を合格。研修に関しては社会保険局に限らないが、一般的行政出身の公務員向けも出席できる。

## 他の業務
EN3Sは国際協力にも活動する。特に外国人向けの研修セミナーの他、同校出身の教員も国外で講義などに参加する。フランス国内政治に影響を及ぼすように社会保険高等研究所（Institut des hautes études de protection sociale）と連携に記者や国会議員向けの講義を行う。